# Eduardo Curia
Eduardo Luis Curia (Buenos Aires, 1945 - Martínez, 18 de enero de 2017) fue un abogado, economista y ensayista argentino que se desempeñó como asesor de entidades empresarias, gremiales y públicas de su país. Ocupó el cargo de secretario de Gestión Económica en el inicio de la presidencia de Carlos Menem, al que renunció unos días previos a la implementación del Plan Bonex.
Fue asesor de la Comisión de Presupuesto de la Cámara de Diputados, del Partido Justicialista, de la CGT, de la UIA, de ADEBA y de CAME e integrante de la Comisión de Economía de la Bolsa de Comercio de Buenos Aires. También fue director de la carrera de Economía en las universidades del Litoral y del Salvador y secretario académico de la Facultad de Ciencias Sociales de esta última. Era columnista en los diarios El Cronista e Infobae.
En lo macroeconómico, coincidía con economistas como Roberto Lavagna, Juan Sourrouille y Roberto Frenkel en que el «tipo de cambio (TC) de un país es el rey de los precios», en especial en economías emergentes y en desarrollo como la argentina. El economista Federico Poli destacó su capacidad de ver a la economía enmarcada en un sistema complejo y multivariable. Curia se autodefinió en diferentes oportunidades como un economista «peronista», «pragmático» y «neodesarrollista».

## Biografía
Nació en Buenos Aires en 1945. Se licenció en derecho en la Universidad de Buenos Aires y realizó sus estudios superiores en economía en la Universidad Católica de La Plata.
En 1983, integró el equipo económico de Ítalo Luder, quien en las elecciones de ese año perdió ante Raúl Alfonsín; durante cuyo gobierno Curia asesoró a la Confederación General del Trabajo.
Durante la campaña presidencial de 1989, endorsó y asesoró a Carlos Menem, que tras resultar electo lo designó secretario de Gestión Económica en el ministerio encabezado sucesivamente por Miguel Roig y Néstor Rapanelli, en el marco del llamado «Plan Bunge & Born». Entre los economistas que integraban su equipo en la secretaría, se encontraba Guillermo Moreno. Como secretario, presentó un plan de convertibilidad de características distintas al que se llevaría a cabo en 1991. Abandonó la secretaría unos días previos a la implementación del Plan Bonex por Antonio Erman González en diciembre de 1989. Sobre su paso por el gobierno de Menem, Curia diría que la línea económica representada por Guido Di Tella y Domingo Cavallo terminaría por imponerse ante la representada por él mismo y Marcelo Diamand.
En los años 90, integró el directorio de Aguas Argentinas y fue de los primeros economistas en urgir a salir de la Convertibilidad por problemas relacionados con la pérdida de competitividad y el encaminamiento a una eventual crisis. En ese sentido, Curia diferenciaba el tipo de cambio de largo plazo -determinante de los precios relativos y condicionado por los equilibrios interno y externo y otras variables- del tipo de cambio de corto plazo -que clarea las transacciones cambiarias- y señalaba que el problema estaba en establecer si el tipo de cambio vigente es acorde con el real de largo plazo o de equilibrio. De producirse desalineamientos entre ambos, con el real vigente camuflado nominalmente por debajo del de largo plazo, la situación puede sostenerse -transitoriamente- con financiamiento externo privado o deuda externa pública. Así, Curia señalaba que la Convertibilidad se dio en el marco de un modelo de crecimiento sostenido en el endeudamiento externo con disparidad cambiaria.
En 2003 se convirtió en asesor del ministro de Planificación Julio de Vido. Brindó un apoyo crítico a las políticas económicas del gobierno de Néstor Kirchner, al elogiar el modelo de producción dedicado a la exportación gracias a un tipo de cambio alto con inversión y superávit fiscal; aunque alertando que «cuando (la inflación) entra en los dos dígitos, no se sabe cómo se termina» y tomando un tono más crítico con las decisiones del 2009 en adelante, en especial en relación con el tipo de cambio.
Sobre el paso de Axel Kicillof por el ministerio de Economía, evaluó que dejó «distorsiones por todos lados» y que su «esquema iba en un tono explosivo». A fines de 2016, primer año de gobierno de Mauricio Macri, señaló que la situación de Argentina era peor que la del año anterior; con «tasas de interés altas, dólar retrasado, déficit fiscal alto y endeudamiento».
Falleció en 2017 a los 71 años de edad en la Clínica de la Trinidad de la localidad de Martínez en el partido de San Isidro; tras una complicación derivada de una intervención quirúrgica. Al momento de su deceso, presidía el Centro de Análisis Social y Económico (CASE).

## Obras publicadas
- La inflación en la Argentina (en colaboración con Nicolás Argentato, Raquel Asla Moreno y Carmen Estevez). Buenos Aires: FEDYE (1978).
- Desarrollo con justicia (en colaboración, 1989)
- 1989-1991. Dos años de la economía de Menem. Buenos Aires: El Cronista Ediciones (1991).
- La convertibilidad y sus desvíos. Entre El Modelo y El Programa. Buenos Aires: Centro de Análisis Social y Económico (1994).
- La convertibilidad: ¿el Peronismo en crisis? Buenos Aires: Corregidor (1997). Prólogo de Antonio Cafiero.
- La trampa de la convertibilidad. Los 90, perdidos, y el riesgo de perder la década entrante. Buenos Aires: Ediciones Realidad Argentina (1999).
- La Alianza y “la Convertibilidad Progresista”: el sueño roto. Buenos Aires: Ediciones Realidad Argentina (2001).
- Convertibilidad, salida desordenada y futuro (2002).
- Macroeconomía del desarrollo (2005).
- Teoría del modelo de desarrollo de la Argentina. Las condiciones para su continuidad (2007).
- El modelo de desarrollo en Argentina. Los riesgos de una dinámica pendular. Buenos Aires: Fondo de Cultura Económica (2011).
- El quiebre del modelo macroeconómico del desarrollo 2003-07 y la incertidumbre hacia el futuro. Buenos Aires: Editorial Dunken (2014).
- El Péndulo Argentino: ¿Hacia una Recidiva?[14] [15]